# 壯思飛
壯思飛（英語：Joyful Trinity，來港前稱Baghadur），是一匹曾在香港出賽的退役賽駒，來港後練馬師前期是約翰摩亞，後期是方嘉柏，其後重返法國服役。

## 簡介
2015年7月4日，巴米高策騎「壯思飛」勝出在法國隆尚馬場的國際三級賽萬樂寶錦標。
2016年10月1日，莫雷拉策騎「壯思飛」勝出國際三級賽慶典盃。
2020年1月6日，年屆八歲的「壯思飛」因飽受健康問題困擾而宣告退役，正式結束其在港的競賽生涯。
「壯思飛」在港退役之後，重返法國，並由趙舜旋訓練。

## 在港勝出賽事全紀錄
| 比賽日期   | 賽事名稱       | 賽事班次 | 賽道 | 賽事路程 | 比賽馬場 | 名次 | 完成時間 | 騎師   |
| ---------- | -------------- | -------- | ---- | -------- | -------- | ---- | -------- | ------ |
| 14/05/2016 | 獅威啤酒挑戰盃 | 第二班   | 草地 | 1400米   | 沙田馬場 | 1    | 1:21.71  | 莫雷拉 |
| 26/06/2016 | 競駿會讓賽     | 第二班   | 草地 | 1600米   | 沙田馬場 | 1    | 1:33.91  | 莫雷拉 |
| 01/10/2016 | 慶典盃         | G3       | 草地 | 1400米   | 沙田馬場 | 1    | 1:21.11  | 莫雷拉 |

## 外部連結
- . 2016-10-01  [2020-05-21]. （原始内容存档于2019-01-01）. |journal=被忽略 (帮助)